# CDS Software
CDS Software foi uma publicadora e desenvolvedora independente de jogos para computador com sede em Doncaster, South Yorkshire, Reino Unido, fundada por Giles Hunter.
Em 1988, a CDS Software, mudou seu nome para Nimrod Holdings Ltd. A publicação continuou sob a CDS Software até início dos 1990's. O nome da companhia, no entanto mudou para Guildhall Leisure Services e de 2002 até hoje é conhecida como iDigicon Ltd.
A companhia também era conhecida como CDS Micro Systems.